# Stora Hammarsundet

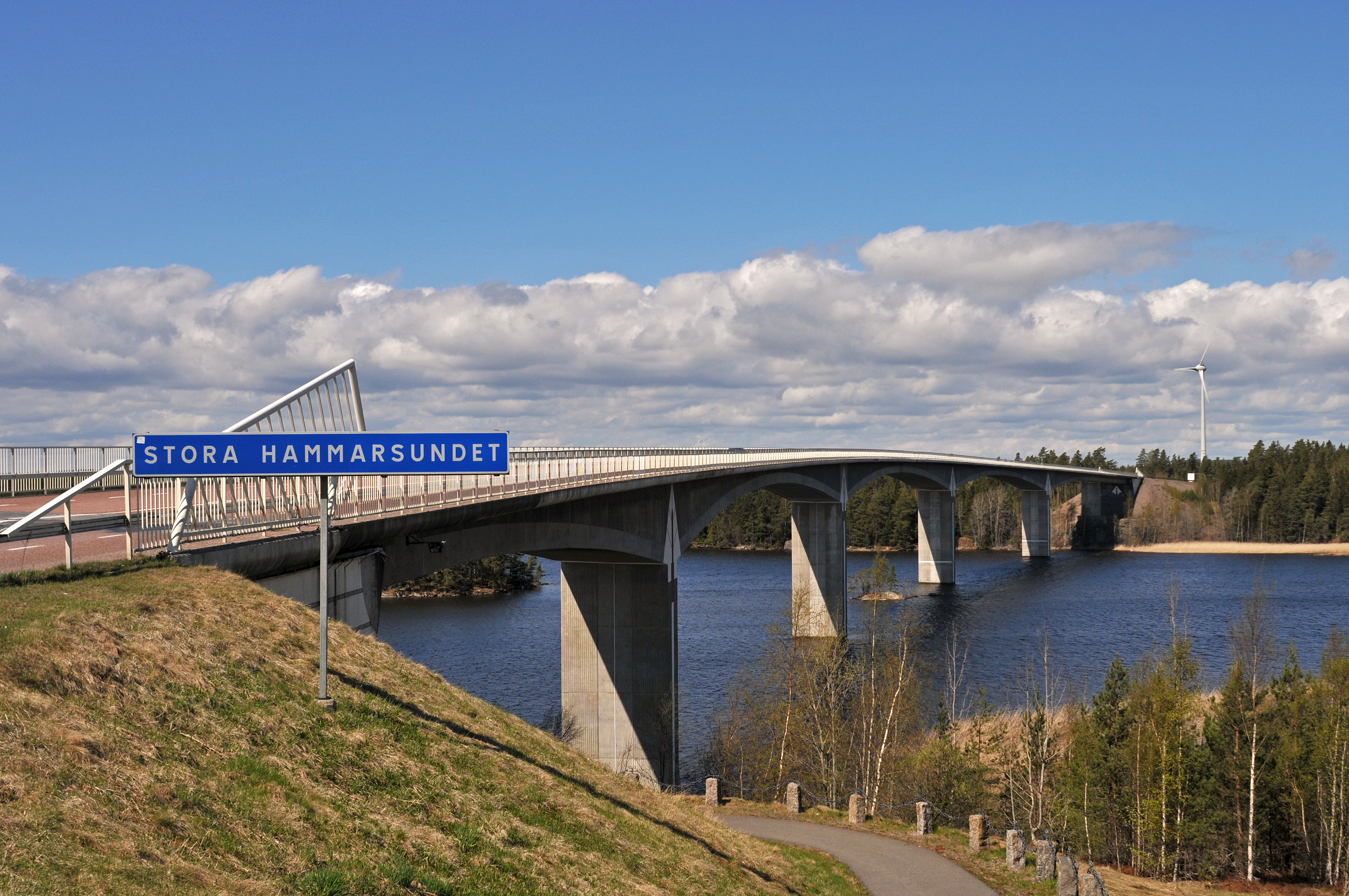
Bron över Stora Hammarsundet

Stora Hammarsundet, sund i nordligaste delen av sjön Vättern, beläget i Hammars socken, Askersunds kommun, Närke.

## Historik
Stora (och Lilla) Hammarsundet har historiskt utgjort ett betydande hinder i samfärdseln mellan den norra och södra delen av Sundbo härad och därigenom även samfärdseln mellan Närke och Östergötland. Först år 1858 byggdes en landsvägsbro över Stora Hammarsundet.
Före 1821 var det Sundbo härad som ansvarade för färjetrafiken, vilken verkställdes så att Hammars sockenbor ansvarade för trafiken över Stora Hammarsundet och folket i Askersunds socken samt Snavlunda socken ansvarade för Lilla Hammarsundet. Mellan 1821 och 1858 lades färjetrafiken "ut på entreprenad" med en privat bonde som huvudansvarig mot ersättning.
Den 28 april 1828 inträffade Olyckan vid Stora Hammarsundet 1828.

## Allmänt
Stora (och Lilla) Hammarsundet avskiljer norra Vättern från Kärrafjärden in mot Åmmeberg och från Alsen in mot Askersund.
Numera leds trafiken på riksväg 50 över den nya Hammarsbron väster om Hammar.
Norr om Stora Hammarsundet ligger ön Öna och norr därom ligger Lilla Hammarsundet, vilket innebär att två sund måste passeras vid färd från Askersundsområdet söderut mot Östergötland.

## Bilder

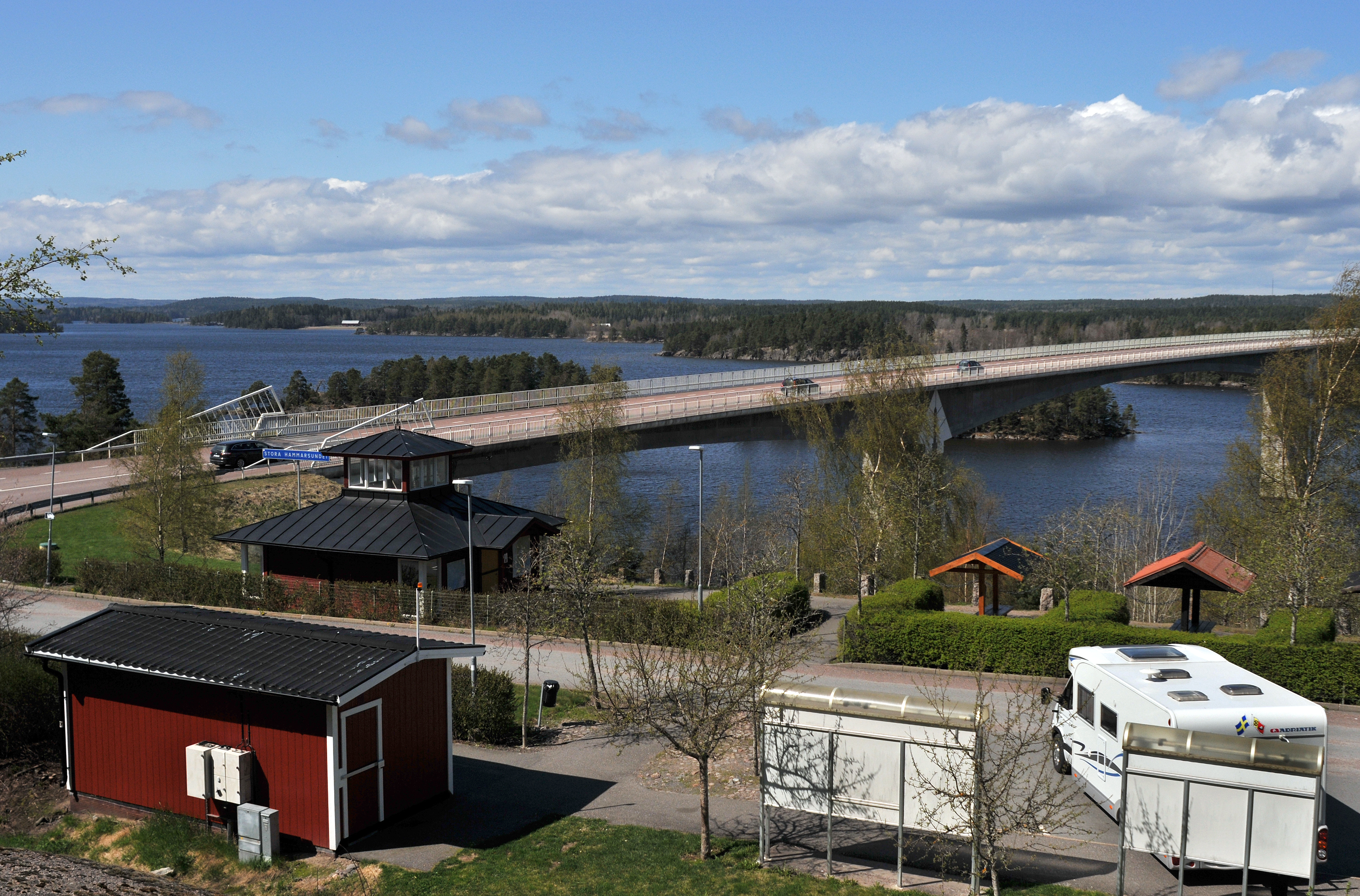
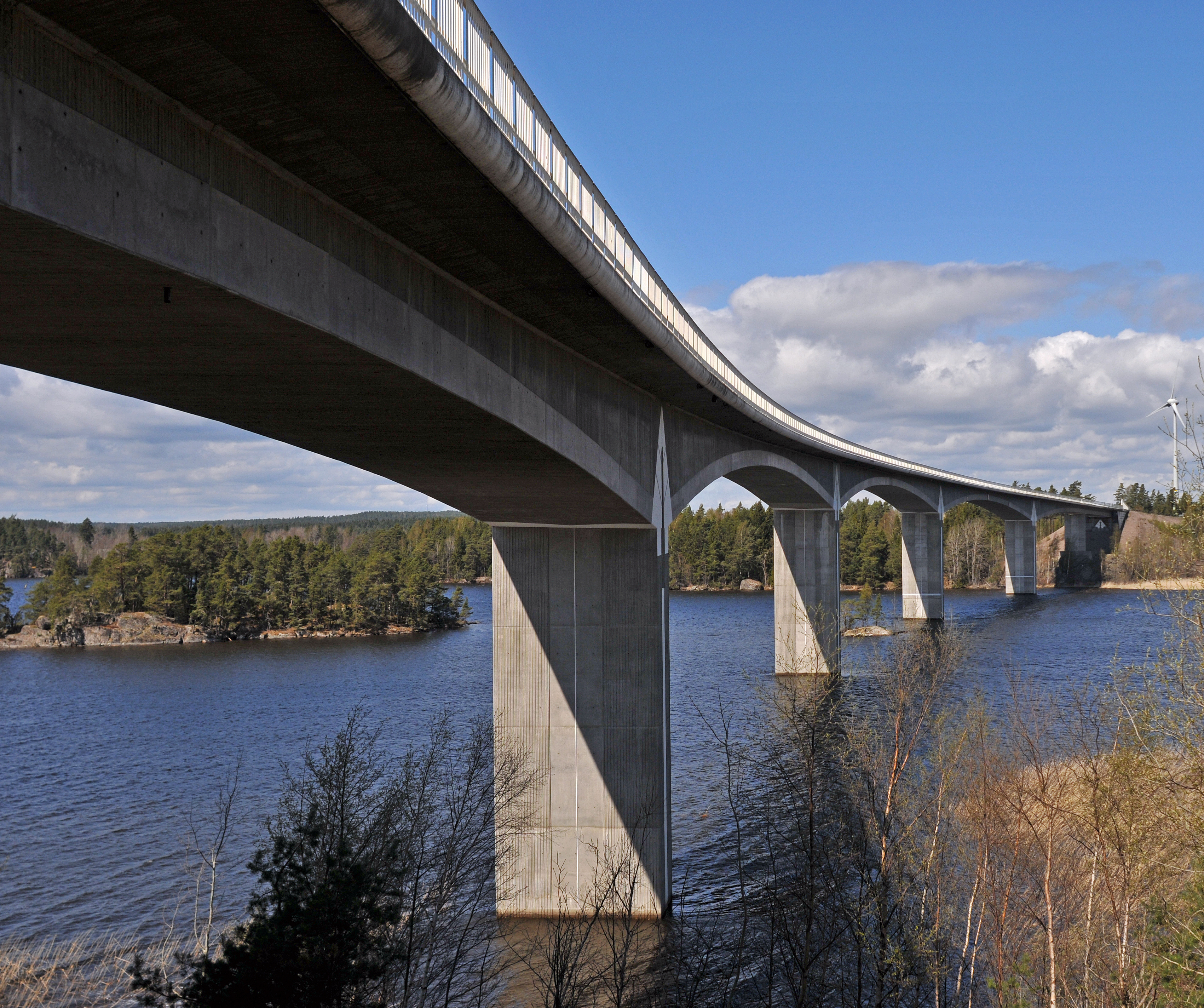